# Matthias Jaissle
Matthias Jaissle (ur. 5 kwietnia 1988) – niemiecki piłkarz oraz trener. Wychowanek 1899 Hoffenheim.